# إنصاف اليحياوي (لاعبة جودو)
إنصاف اليحياوي  (ولدت في 3 جانفي 1981) هي لاعبة جودو تونسية مختصة في وزن أكثر من 78كغ.

## وصلات خارجية
- إنصاف اليحياوي في JudoInside
- إنصاف اليحياوي على موقع JudoInside.com (الإنجليزية)
- إنصاف اليحياوي على موقع اللجنة الأولمبية الدولية (الإنجليزية)
- إنصاف اليحياوي على موقع أوليمبيديا (الإنجليزية)